# Гребненосый гремучник
Гребненосый гремучник (лат. Crotalus willardi) — вид ядовитых змей семейства гадюковых. Вид назван в честь американского герпетолога Фрэнка Уилларда (1874—1930). Змея является официальным символом штата Аризона.

## Описание
Тело длиной 30—60 см (максимальная длина с хвостом до 110 см). Окраска тела тёмно-коричневого цвета со светлым узором. По бокам носа выступают две чешуйки в виде гребня, из-за чего змея получила своё название.
Вид встречается в американских штатах Нью-Мексико, Аризона и в северных штатах Мексики. Змея любит малонаселённые горные леса и кустарники, поэтому с людьми встречается редко.
Питается грызунами, ящерицами, змеями. Молодые змеи поедают насекомых.
Яйцеживородящая змея. Спаривание происходит в конце лета или в начале осени, беременность длится от 4 до 5 месяцев. Самки рождают 2—9 (в среднем 5) детёнышей. Половая зрелость наступает при длине около 40 см.
Змея выделяет немного яда, поэтому смертельных случаев среди людей не зарегистрировано. Однако укус может вызвать боль и опухоль в месте укуса, которая проходит через день-два.

## Классификация
Выделяют 5 подвидов:
- C. w. amabilis — на севере Чиуауа, Мексика
- C. w. meridionalis — в горах штатов Дуранго и Сакатекас
- C. w. obscurus — в горах Анимас и Пелонсильо в Нью-Мехико
- C. w. silus — в горных районах на северо-востоке Соноры и на западе Чиуауа
- C. w. willardi — Уачука, Патагония и Санта Рита Маунтинс на юго-востоке Алабамы и на севере Соноры (Мексика).